# Thrymsa

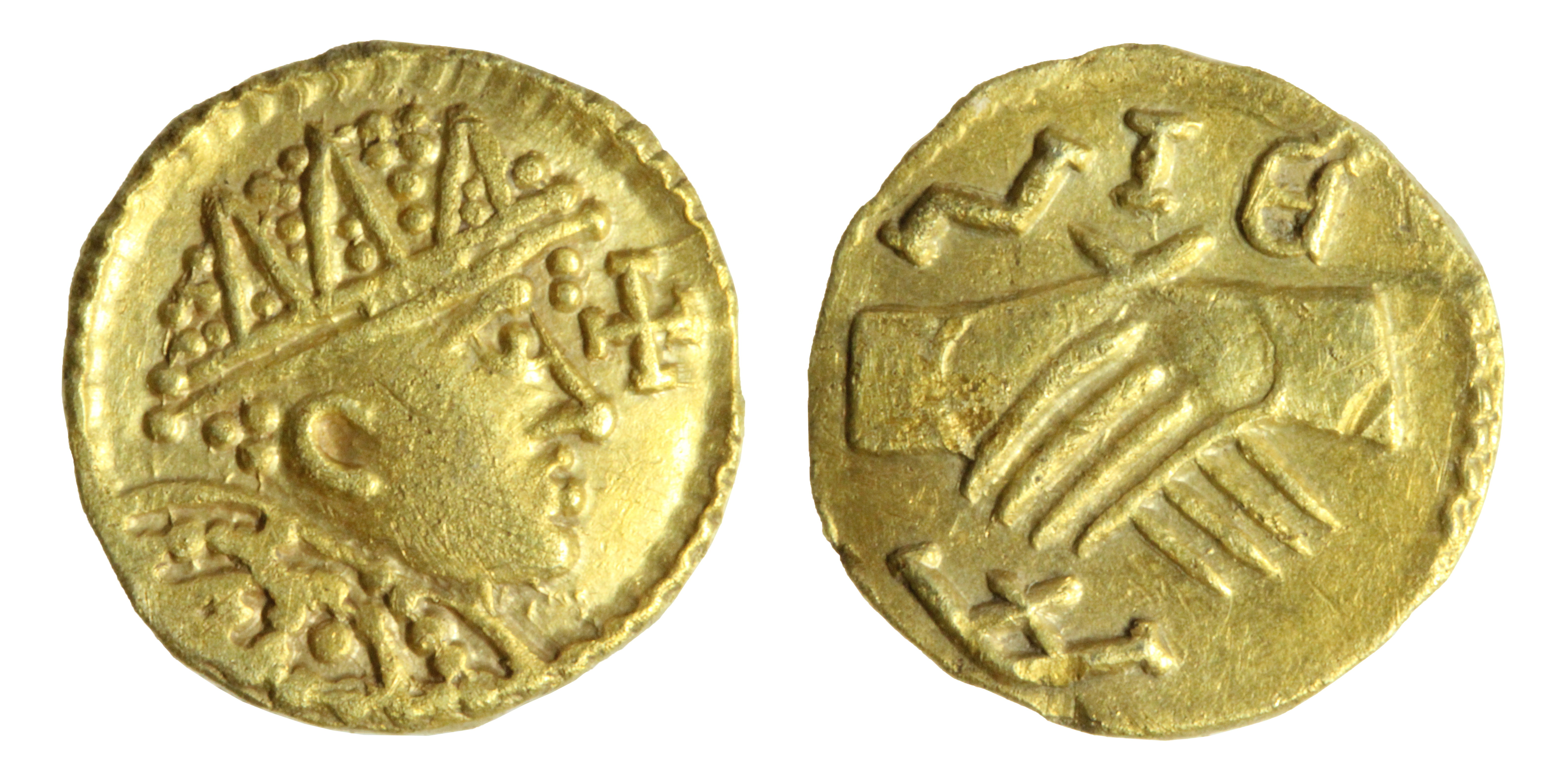
Frühmittelalterlicher angelsächsischer Thrymsa, ca. 12,5 mm Durchmesser, um 650–675

Thrymsa ist die numismatische Bezeichnung für die ersten angelsächsischen Münzen in England ab 600 n. Chr. Es handelt sich um nachempfundene fränkische Goldmünzen, die ihrerseits verrohte römische Münzen waren. Die Bezeichnung ist abgeleitet vom Tremissis, dem spätantiken Nominal, das in der Völkerwanderungszeit eine Art Standardwährung wurde.